# Incidente dell'Antonov An-26 di AerianTur-M del 2007
L'incidente dell'Antonov An-26 di AerianTur-M, noto anche come incidente aereo di Balad, fu un incidente aereo che coinvolse un Antonov An-26 schiantatosi il 9 gennaio 2007 durante il tentativo di atterrare presso la Joint Base Balad a Balad, in Iraq, che a quel tempo era gestita dall'aeronautica degli Stati Uniti. Nell'incidente persero la vita 34 persone e l'unico sopravvissuto rimase gravemente ferito. I funzionari affermarono che l'incidente era stato causato dalle cattive condizioni meteorologiche, ma altre fonti affermavano che si trattasse di un insabbiamento e che l'aereo era stato abbattuto da un missile.

## L'aereo
Il velivolo era un Antonov An-26B-100, numero di registrazione ER-26068. Aveva effettuato il suo primo volo nel 1981 ed era spinto da due motori Ivchenko AI-24VT. Gli An-26 sono degli aerei da trasporto turboelica bimotore derivati dall'Antonov An-24, con particolare attenzione al potenziale uso militare. Hanno una fusoliera posteriore modificata con una grande rampa di carico.

## Contesto
Il velivolo, decollato da Adana, Turchia, alle 04:00 circa UTC, era di proprietà della compagnia moldava AerianTur-M, e il giorno dell'incidente era stato noleggiato alla società di costruzioni turca Kulak, incaricata di costruire un nuovo hangar presso la base aerea. L'aereo, noleggiato da BSA Aviation Ltd, trasportava sia merci che passeggeri; a bordo erano stati caricati un totale di 1 289 kg di carico, rispetto alla capacità di 5 000 kg. Le autorità turche riferirono alla rete televisiva CNN Türk che tra i passeggeri a bordo c'erano 29 lavoratori turchi, tre moldavi, un russo, un ucraino e un americano, anche se questa era un'aggiunta rispetto al numero di persone note a bordo. In seguito, il console generale russo ad Antalya disse che il russo e l'ucraino avevano anche la cittadinanza moldava. La maggior parte dei presenti a bordo erano operai edili che lavoravano alla base. Il generale Robin Rand, comandante del 332° Air Expeditionary Wing, dichiarò: <<Questi coraggiosi dipendenti civili erano in Iraq per aiutarci a compiere la nostra missione e la loro perdita è una tragedia>>, aggiungendo: <<Le nostre condoglianze vanno alle famiglie nel loro lutto>>.

## L'incidente
L'aereo si schiantò alle 07:00 UTC, a circa 2,5 km di distanza dalla base aerea di Balad, il principale snodo della logistica militare statunitense in Iraq, mentre tentava di atterrare. Un funzionario anonimo del ministero dichiarò all'Associated Press che il pilota aveva già annullato un tentativo di atterraggio a causa delle cattive condizioni meteorologiche. Sebbene si dicesse che l'aereo si fosse schiantato a causa della nebbia, un testimone oculare, il parente di uno dei deceduti, affermò di aver visto un missile colpire il lato destro della fusoliera mentre si trovava a soli 300-400 metri da dove era caduto. L'uomo disse anche che anche molti altri testimoni oculari avevano visto l'abbattimento. Tra i morti c'era Ismail Kulak, socio nella gestione della Kulak Construction Company.
Poiché l'aereo si era schiantato in una base militare, i soccorsi arrivarono dall'esercito e dall'aeronautica americani. Le ambulanze vennero fornita dalle 206ª Area Support Medical Company, guardia nazionale dell'esercito americano del Missouri. Otto ambulanze risposero con il supporto della base QRF. Il QRF è stato il 1-134º LRS(D) del Nebraska. Gli elicotteri del 64th Expeditionary Rescue Squadron dell'aeronautica si occuparono di caricare le salme. Dei 35 passeggeri e membri dell'equipaggio a bordo del volo, soltanto due individui vennero estratti vivi dai rottami. Uno morì dopo essere stato trasportato da un'ambulanza all'Air Force Theatre Hospital. L'altro sopravvissuto, un turco di nome Abdülkadir Akyüz, venne portato d'urgenza nello stesso posto, ricevendo un intervento chirurgico che gli salvò la vita.

## Reazione dell'esercito islamico dell'Iraq
Il giorno dopo l'incidente, il gruppo di insorti dell'Esercito islamico dell'Iraq, utilizzando un sito web noto alle autorità per essere utilizzato spesso dal gruppo, affermò di aver abbattuto l'aereo. La dichiarazione diceva che i loro membri avevano aperto il fuoco su un aereo cercando di atterrare in una base americana vicino a Balad da diverse direzioni, usando armi a medio raggio.

## Le indagini
Dopo aver fotografato il relitto in situ, l'esercito lo trasportò via su dei camion fino alla base. Oltre alla perdurante questione della nebbia, Ahmed al-Mussawi, portavoce del ministero dei trasporti iracheno, affermò, il giorno dopo l'incidente: <<Deve essere stato un guasto tecnico o una mancanza di esperienza aeronautica (da parte dell'equipaggio)>>. L'incidente andò sotto inchiesta da parte del governo iracheno, del governo americano e del governo moldavo, ma al governo turco venne negato il permesso di unirsi alla squadra investigativa. L'Aeronautica e l'Esercito si dissero disposti ad aiutare nelle indagini. Ali Ariduru, vice capo dell'autorità aeronautica turca, dichiarò che le prime informazioni indicavano che non vi era alcun malfunzionamento tecnico sull'aereo. Il testimone oculare dello schianto in una delle torri della base non vide o sentì missili o spari.
C'era confusione su dove si trovassero il Flight Data Recorder e il Cockpit Voice Recorder dell'aeromobile (FDR e CVR, comunemente indicati come "scatole nere"). Il ministero degli Esteri turco dichiarò che erano stati spediti al quartier generale dell'Antonov a Kiev, ma il ministro dei trasporti turco Binali Yıldırım affermò che erano ancora in Iraq, con il resto dei detriti. Tutto ciò che venne stato confermato era che i rottami erano stati recuperati.